# Melanie Papalia
Melanie Papalia es una actriz canadiense de cine y televisión, reconocida por su rol de Dana en la película de comedia American Pie Presents: The Book of Love y por sus apariciones en otras películas como Postal (2007) y Frankie and Alice (2010). En 2011 interpretó a Pippa en la serie de televisión Endgame e integró el reparto de la serie Painkiller Jane. En 2012 actuó en la película Smiley.

## Filmografía

### Cine
| Año  | Título                                  | Rol              | Notas |
| ---- | --------------------------------------- | ---------------- | ----- |
| 2005 | Dark Room                               | Debbie           | Corto |
| 2007 | Postal                                  | Nasira           |       |
| 2008 | Sweet Amerika                           | Maria            |       |
| 2009 | Dancing Trees                           | Penny            |       |
| 2009 | American Pie Presents: The Book of Love | Dana             | Vídeo |
| 2009 | Christmas Crash                         | Amanda Johnson   | Vídeo |
| 2010 | Frankie & Alice                         | Tina             |       |
| 2010 | Confined                                | Eva Peyton       |       |
| 2010 | Super Hybrid                            | Maria            |       |
| 2011 | Wannabe Macks                           | Mia              |       |
| 2012 | Indie Jonesing                          | Madeline         |       |
| 2012 | Smiley                                  | Proxy            |       |
| 2012 | Darkness                                | Joshua           | Corto |
| 2013 | The Den                                 | Elizabeth Benton |       |
| 2014 | Extraterrestrial                        | Melanie          |       |
| 2016 | Hell or High Water                      | Hooker           |       |